# El Perú (Coahuila)
El Perú es una localidad situada en el estado mexicano de Coahuila de Zaragoza. Según el censo de 2020, tiene una población de 1869 habitantes.
Forma parte del municipio de Torreón.
Constituye la principal población del extenso pero escasamente poblado sector este del municipio de Torreón, que se encuentra aislado geográficamente de la cabecera municipal. Se encuentra seco la mayor parte del tiempo debido al clima y a que el agua que le llega se utiliza para la irrigación de campos agrícolas. La propia El Perú es un ejido que aprovecha esta situación.
La principal vía de comunicación de El Perú es de la Carretera Torreón-La Partida (Carretera Coahuila 70).

## Fiestas patronales
Las fiestas patronales en el ejido El Perú se celebran año con año en honor a Nuestra Sra. del Refugio. La celebración da inicio el día 3 de julio y termina el día 5 de julio, siendo el 4 de julio el día mayor. Desde el día 3 de julio se da inicio a esta fiesta tradicional, donde grupos de danza, matlachines y pluma, comienzan a peregrinar recogiendo las vírgenes del ejido, el día culmina con mariachis, bandas, misa y juegos pirotécnicos.

## Rivalidades
Hubo un tiempo de guerra entre pandillas de los ejidos cercanos. Esas peleas llegaron a tener varios heridos y varias muertes (armas de fuego, machetes, tubos, cadenas, azadones, hachas, fileros, cuchillos, bloques). Todas esas rivalidades eran muy vistas en la fiestas patronales o aniversarios de los ejidos, así como cuando se organizaban bailes al aire libre por bodas o quinceañeras.